# جاستن تورنر
جاستن تورنر (بالإنجليزية: Justin Turner)‏ هو لاعب اتحاد الرغبي أسترالي، ولد في 12 مارس 1990 في تزانين ‏ في جنوب أفريقيا.

## وصلات خارجية
- جاستن تورنر على موقع ItsRugby.co.uk (الإنجليزية)